# Marjan Salahshouri
Marjan Salahshouri (en persan : مرجان سلحشوری), née le 12 octobre 1996, est une taekwondoïste iranienne spécialiste du poumsé. Elle est médaillée d'or en poumsé féminin aux Jeux asiatiques en salle 2017 et d'argent aux Jeux asiatiques de 2018.

## Enfance
Elle commence le taekwondo à l'âge de dix ans après avoir essayé la gymnastique. Elle entre en équipe nationale senior six ans plus tard.

## Carrière
Elle fait ses débuts en 2013 en remportant l'or en poumsé féminin aux Mondiaux à Bali.
En 2015, elle rafle l'or aux Championnats du monde de poumsé dans la catégorie des moins de 17 ans devant la Coréenne So Hee-kang, la Thaïlandaise Tasana Manso et la Taïwanaise Kan Yu Lin. Aux Universiade, elle termine 3e du poumsé féminin par équipes et 5e du poumsé individuel.
L'année suivante, aux Championnats du monde de poumsé - 30 ans à Lima au Pérou, elle obtient la médaille de bronze derrière la Turque Elif Aybuke Yilmaz et la Péruvienne Marcela Castillo.
Lors des Jeux asiatiques en salle 2017 à Achgabat (Turkménistan), elle remporte l'or en poumsé avec un score de 113,7 points face à la Philippine Jocel Lyn Ninobla,. C'est la 17e médaille iranienne de ces Jeux. 
Le 19 août 2018, aux Jeux asiatiques de 2018, elle rafle la médaille d'argent en poumsé, battue en finale par l'Indonésienne Defia Rosmaniar, avec un score de 8 470 points. Elle est la deuxième athlète iranienne médaillée lors du premier jour des Jeux. Elle dédicace sa médaille au héros de guerre iranien Shahid Mohammed Hossein Giti-nama. Elle est également médaillée d'argent aux Championnats d'Asie en individuel.
Aux Universiade d'été de 2019 à Naples, elle est médaillée de bronze en poumsé féminin par équipes (avec Fatemeh Hesam et Marjan Taji Rostam Abadi) et en poumsé mixte (avec Amir Reza Mehraban).

## Palmarès
| Date | Compétition              | Lieu         | Place | Épreuve            |
| ---- | ------------------------ | ------------ | ----- | ------------------ |
| 2014 | Jeux asiatiques de 2014  | Incheon      | 1re   | individuel         |
| 2015 | Championnats du monde    | Tcheliabinsk | 1re   | individuel -17 ans |
| 2015 | Universiade              | Gwangju      | 3e    | par équipes        |
| 2015 | Universiade              | Gwangju      | 5e    | individuel         |
| 2016 | Championnats du monde    | Lima         | 3e    | individuel         |
| 2017 | Jeux asiatiques en salle | Achgabat     | 1re   | individuel         |
| 2018 | Championnats d'Asie      | Viêt Nam     | 2e    | individuel         |
| 2018 | Jeux asiatiques          | Jakarta      | 2e    | individuel         |
| 2019 | Universiade              | Naples       | 3e    | par équipes        |
| 2019 | Universiade              | Naples       | 5e    | mixte              |

## Vie privée
Elle fait des études de chimie à l'Université d'Ahvaz dans la province du Khouzistan.